# وليد قشاش
الفنان وليد قشاش، (1957-) هو فنان تشكيلي فلسطيني من مواليد مدينة عكا شمالي إسرائيل.
موضوعاته وموادّه مختلفة ومتنوّعة، يرى في الفنّ التشكيلي الفلسطيني فنّ التجربة والمعاناة الحقيقيّة لشعب اقتلع من أرضه وأمسى لاجئًا يستعين في لوحاته قطعا المهملة مثل الأسلاك، الأقمشة، الأخشاب والأحذية البالية.
شارك وليد قشاش في معارض جماعية، وأقام معارض شخصية عديدة في العالم، من هيوستن في الولايات المتحدة وحتى ألمانيا، وقد عرضت لوحاته ـ في معرض جماعي أقيم في الكويت، وهو البلد العربي الوحيد الذي استقبل لوحاته حتى الآن.
مرسم الفنان وليد قشاش فريد من نوع آخر، يتعامل مع كلّ لوحة وعمل فنّي كوليده، رفض حتّى الآن أن يبيع أيّة من أعماله رغم العروض والإغراءات الماديّة، فهي من حقّ الجميع على حد قوله.

## أعماله[3]
هنالك ما يصل إلى حوالي 19 تمثالًا عملاقًا منتشرًا ومنصوبًا في ميادين عكّا وساحاتها العامّة ومنها:
- تمثال«فرس البحر»؛ شامخ في ميناء عكّا العتيقة، صُنع من الحجر الاصطناعي، مطليّ بطبقة من النحاس المصقول للحفاظ على جماله الاخّاذ ويبلغ ارتفاعه ما يقارب الثلاثة أمتار.

- تمثال «الحوت»؛ المقام في ميناء عكّا بمحاذاة البحر وكتب عليه: «لذكرى من خطفهم الموت السريع وخانهم القدر الفظيع» لذكرى اللذين أحبّوا البحر وأحبّهم فأحتضنهم إلى الأبد مصنوع من الحجر الاصطناعي، وقد أزيل من قبل بلدية عكا دون إذن مسبق.

- تمثال«عكّا على مرّ العصور»؛ مصنوع من حديد وحجر في دوّار البلديّة.
- تمثال«عيدان كبريت»؛ المقام في مدخل عكّا الشرقيّ ومصنوع من حديد وحجر.
- النصب التذكاري للشهداء في عرّابة البطّوف.